# Wereldbeker zwemmen 2023
De wereldbeker zwemmen 2023 was een serie van drie wedstrijden die gehouden werden in oktober 2023 in drie verschillende steden in Europa. De Chinees Qin Haiyang, bij de mannen, en de Australische Kaylee McKeown, bij de vrouwen, wonnen dit jaar de wereldbeker. Vanwege de Olympische Zomerspelen van 2024 in Parijs werden de wedstrijden, net als in 2015 en 2019, op de langebaan (50 m) afgewerkt.

## Kalender
| # | Data          | Locatie   | Resultaten |
| - | ------------- | --------- | ---------- |
| 1 | 6-8 oktober   | Berlijn   | [ 1 ]      |
| 2 | 13-15 oktober | Athene    | [ 2 ]      |
| 3 | 20-22 oktober | Boedapest | [ 3 ]      |

## Klassementen

### Mannen
| Rang | Naam           | Land | Punten | Punten | Punten | Totaal |
| Rang | Naam           | Land | BER    | ATH    | BOE    | Totaal |
| ---- | -------------- | ---- | ------ | ------ | ------ | ------ |
| 1    | Qin Haiyang    | CHN  | 58,7   | 58,0   | 58,7   | 175,4  |
| 2    | Thomas Ceccon  | ITA  | 57,7   | 55,1   | 55,1   | 167,9  |
| 3    | Matthew Sates  | RSA  | 54,4   | 56,1   | 56,3   | 166,8  |
| 4    | Michael Andrew | USA  | 54,5   | 53,9   | 54,5   | 162,9  |
| 5    | Danas Rapšys   | LTU  | 54,8   | 52,3   | 46,7   | 153,8  |
| 6    | Kieran Smith   | USA  | 43,7   | 47,8   | 48,4   | 139,9  |
| 7    | Isaac Cooper   | AUS  | 48,2   | 47,9   | 43,0   | 139,1  |
| 8    | Arno Kamminga  | NED  | 48,0   | 42,6   | 46,2   | 136,8  |
| 9    | Nic Fink       | USA  | 40,3   | 44,5   | 42,5   | 127,3  |
| 10   | Dylan Carter   | TTO  | 39,3   | 43,8   | 42,2   | 125,3  |

### Vrouwen
| Rang | Naam              | Land | Punten | Punten | Punten | Totaal |
| Rang | Naam              | Land | BER    | TOR    | BOE    | Totaal |
| ---- | ----------------- | ---- | ------ | ------ | ------ | ------ |
| 1    | Kaylee McKeown    | AUS  | 58,6   | 59,1   | 59,7   | 177,4  |
| 2    | Siobhán Haughey   | HKG  | 54,1   | 55,8   | 56,5   | 166,4  |
| 3    | Zhang Yufei       | CHN  | 55,2   | 55,3   | 55,7   | 166,2  |
| 4    | Sarah Sjöström    | SWE  | 53,8   | 55,9   | 55,8   | 165,5  |
| 5    | Erika Fairweather | NZL  | 53,6   | 48,4   | 51,3   | 153,3  |
| 6    | Lani Pallister    | AUS  | 51,6   | 50,0   | 49,4   | 151,0  |
| 7    | Kylie Masse       | CAN  | 45,0   | 45,9   | 48,8   | 139,7  |
| 8    | Ingrid Wilm       | CAN  | 41,3   | 42,2   | 44,2   | 127,7  |
| 9    | Jenna Strauch     | AUS  | 41,6   | 43,5   | 41,2   | 126,3  |
| 10   | Tes Schouten      | NED  | 33,0   | 46,5   | 45,4   | 124,9  |

## Dagzeges

### Vrije slag

#### 50 meter
| Wedstrijd    | Mannen         | Mannen | Mannen | Vrouwen        | Vrouwen | Vrouwen |
| Wedstrijd    | Winnaar        | Land   | Tijd   | Winnaar        | Land    | Tijd    |
| ------------ | -------------- | ------ | ------ | -------------- | ------- | ------- |
| #1:Berlijn   | Isaac Cooper   | AUS    | 21,93  | Sarah Sjöström | SWE     | 23,95   |
| #2:Athene    | Michael Andrew | USA    | 21,96  | Sarah Sjöström | SWE     | 24,10   |
| #3:Boedapest | Benjamin Proud | GBR    | 21,77  | Sarah Sjöström | SWE     | 23,97   |

#### 100 meter
| Wedstrijd    | Mannen        | Mannen | Mannen | Vrouwen         | Vrouwen | Vrouwen  |
| Wedstrijd    | Winnaar       | Land   | Tijd   | Winnaar         | Land    | Tijd     |
| ------------ | ------------- | ------ | ------ | --------------- | ------- | -------- |
| #1:Berlijn   | Thomas Ceccon | ITA    | 47,97  | Siobhan Haughey | HKG     | 52,02 WC |
| #2:Athene    | Thomas Ceccon | ITA    | 48,36  | Siobhan Haughey | HKG     | 52,55    |
| #3:Boedapest | Thomas Ceccon | ITA    | 48,41  | Siobhan Haughey | HKG     | 52,24    |

#### 200 meter
| Wedstrijd    | Mannen               | Mannen | Mannen  | Vrouwen         | Vrouwen | Vrouwen    |
| Wedstrijd    | Winnaar              | Land   | Tijd    | Winnaar         | Land    | Tijd       |
| ------------ | -------------------- | ------ | ------- | --------------- | ------- | ---------- |
| #1:Berlijn   | Danas Rapšys         | LTU    | 1.45,75 | Siobhan Haughey | HKG     | 1.55,10 WC |
| #2:Athene    | Danas Rapšys         | LTU    | 1.45,72 | Siobhan Haughey | HKG     | 1.55,03 WC |
| #3:Boedapest | Maximillian Giuliani | AUS    | 1.45,42 | Siobhan Haughey | HKG     | 1.54,08 WC |

#### 400 meter
| Wedstrijd    | Mannen       | Mannen | Mannen  | Vrouwen           | Vrouwen | Vrouwen    |
| Wedstrijd    | Winnaar      | Land   | Tijd    | Winnaar           | Land    | Tijd       |
| ------------ | ------------ | ------ | ------- | ----------------- | ------- | ---------- |
| #1:Berlijn   | Danas Rapšys | LTU    | 3.44,86 | Lani Pallister    | AUS     | 4.01,09 WC |
| #2:Athene    | Danas Rapšys | LTU    | 3.48,64 | Lani Pallister    | AUS     | 4.01,90    |
| #3:Boedapest | Samuel Short | AUS    | 3.44,51 | Erika Fairweather | NZL     | 4.02,35    |

#### 1500/800 meter
| Wedstrijd    | Mannen              | Mannen | Mannen      | Vrouwen        | Vrouwen | Vrouwen     |
| Wedstrijd    | Winnaar             | Land   | Tijd        | Winnaar        | Land    | Tijd        |
| ------------ | ------------------- | ------ | ----------- | -------------- | ------- | ----------- |
| #1:Berlijn   | Charlie Clark       | USA    | 14.59,21    | Lani Pallister | AUS     | 08.16,82 WC |
| #2:Athene    | Henrik Christiansen | NOR    | 07.51,92 WC | Lani Pallister | AUS     | 15.55,73 WC |
| #3:Boedapest | Dávid Betlehem      | HUN    | 14.58,04    | Lani Pallister | AUS     | 08.15,11 WC |

### Rugslag

#### 50 meter
| Wedstrijd    | Mannen         | Mannen | Mannen | Vrouwen        | Vrouwen | Vrouwen  |
| Wedstrijd    | Winnaar        | Land   | Tijd   | Winnaar        | Land    | Tijd     |
| ------------ | -------------- | ------ | ------ | -------------- | ------- | -------- |
| #1:Berlijn   | Michael Andrew | USA    | 24,47  | Kaylee McKeown | AUS     | 27,24 WC |
| #2:Athene    | Michael Andrew | USA    | 24,79  | Kaylee McKeown | AUS     | 27,02 WC |
| #3:Boedapest | Michael Andrew | USA    | 24,64  | Kaylee McKeown | AUS     | 26,86 WR |

#### 100 meter
| Wedstrijd    | Mannen        | Mannen | Mannen | Vrouwen        | Vrouwen | Vrouwen  |
| Wedstrijd    | Winnaar       | Land   | Tijd   | Winnaar        | Land    | Tijd     |
| ------------ | ------------- | ------ | ------ | -------------- | ------- | -------- |
| #1:Berlijn   | Thomas Ceccon | ITA    | 52,27  | Kaylee McKeown | AUS     | 57,95 WC |
| #2:Athene    | Thomas Ceccon | ITA    | 52,73  | Kaylee McKeown | AUS     | 57,63 WC |
| #3:Boedapest | Thomas Ceccon | ITA    | 52,58  | Kaylee McKeown | AUS     | 57,33 WR |

#### 200 meter
| Wedstrijd    | Mannen         | Mannen | Mannen  | Vrouwen        | Vrouwen | Vrouwen    |
| Wedstrijd    | Winnaar        | Land   | Tijd    | Winnaar        | Land    | Tijd       |
| ------------ | -------------- | ------ | ------- | -------------- | ------- | ---------- |
| #1:Berlijn   | Thomas Ceccon  | ITA    | 1.56,64 | Kaylee McKeown | AUS     | 2.06,47 WC |
| #2:Athene    | Pieter Coetze  | RSA    | 1.56,32 | Kaylee McKeown | AUS     | 2.06,02 WC |
| #3:Boedapest | Roman Mityukov | SUI    | 1.56,96 | Kaylee McKeown | AUS     | 2.04,81 WC |

### Schoolslag

#### 50 meter
| Wedstrijd    | Mannen      | Mannen | Mannen   | Vrouwen          | Vrouwen | Vrouwen  |
| Wedstrijd    | Winnaar     | Land   | Tijd     | Winnaar          | Land    | Tijd     |
| ------------ | ----------- | ------ | -------- | ---------------- | ------- | -------- |
| #1:Berlijn   | Qin Haiyang | CHN    | 26,29 WC | Rūta Meilutytė   | LTU     | 29,56 WC |
| #2:Athene    | Qin Haiyang | CHN    | 26,52    | Rūta Meilutytė   | LTU     | 30,23    |
| #3:Boedapest | Qin Haiyang | CHN    | 26,30    | Benedetta Pilato | ITA     | 30,04    |

#### 100 meter
| Wedstrijd    | Mannen      | Mannen | Mannen   | Vrouwen          | Vrouwen | Vrouwen |
| Wedstrijd    | Winnaar     | Land   | Tijd     | Winnaar          | Land    | Tijd    |
| ------------ | ----------- | ------ | -------- | ---------------- | ------- | ------- |
| #1:Berlijn   | Qin Haiyang | CHN    | 57,69 WC | Eneli Jefimova   | EST     | 1.06,50 |
| #2:Athene    | Qin Haiyang | CHN    | 58,44    | Rūta Meilutytė   | LTU     | 1.06,70 |
| #3:Boedapest | Qin Haiyang | CHN    | 57,82    | Benedetta Pilato | ITA     | 1.05,83 |

#### 200 meter
| Wedstrijd    | Mannen      | Mannen | Mannen     | Vrouwen      | Vrouwen | Vrouwen    |
| Wedstrijd    | Winnaar     | Land   | Tijd       | Winnaar      | Land    | Tijd       |
| ------------ | ----------- | ------ | ---------- | ------------ | ------- | ---------- |
| #1:Berlijn   | Qin Haiyang | CHN    | 2.07,45 WC | Tes Schouten | NED     | 2.22,13 WC |
| #2:Athene    | Qin Haiyang | CHN    | 2.08,05    | Tes Schouten | NED     | 2.23,23    |
| #3:Boedapest | Qin Haiyang | CHN    | 2.07,32 WC | Tes Schouten | NED     | 2.21,52 WC |

### Vlinderslag

#### 50 meter
| Wedstrijd    | Mannen            | Mannen | Mannen | Vrouwen        | Vrouwen | Vrouwen  |
| Wedstrijd    | Winnaar           | Land   | Tijd   | Winnaar        | Land    | Tijd     |
| ------------ | ----------------- | ------ | ------ | -------------- | ------- | -------- |
| #1:Berlijn   | Ben Armbruster    | AUS    | 23,08  | Sarah Sjöström | SWE     | 25,06 WC |
| #2:Athene    | Abdelrahman Sameh | EGY    | 23,04  | Sarah Sjöström | SWE     | 24,97 WC |
| #3:Boedapest | Michael Andrew    | GBR    | 23,11  | Sarah Sjöström | SWE     | 25,21    |

#### 100 meter
| Wedstrijd    | Mannen         | Mannen | Mannen | Vrouwen     | Vrouwen | Vrouwen  |
| Wedstrijd    | Winnaar        | Land   | Tijd   | Winnaar     | Land    | Tijd     |
| ------------ | -------------- | ------ | ------ | ----------- | ------- | -------- |
| #1:Berlijn   | Michael Andrew | USA    | 51,66  | Zhang Yufei | CHN     | 56,74    |
| #2:Athene    | Matthew Sates  | RSA    | 51,82  | Zhang Yufei | CHN     | 56,06 WC |
| #3:Boedapest | Noè Ponti      | SUI    | 51,38  | Zhang Yufei | CHN     | 56,13    |

#### 200 meter
| Wedstrijd    | Mannen        | Mannen | Mannen  | Vrouwen     | Vrouwen | Vrouwen    |
| Wedstrijd    | Winnaar       | Land   | Tijd    | Winnaar     | Land    | Tijd       |
| ------------ | ------------- | ------ | ------- | ----------- | ------- | ---------- |
| #1:Berlijn   | Matthew Sates | RSA    | 1.55,87 | Zhang Yufei | CHN     | 2.07,11    |
| #2:Athene    | Matthew Sates | RSA    | 1.55,44 | Zhang Yufei | CHN     | 2.06,73    |
| #3:Boedapest | Matthew Sates | RSA    | 1.55,25 | Zhang Yufei | CHN     | 2.05,65 WC |

### Wisselslag

#### 200 meter
| Wedstrijd    | Mannen        | Mannen | Mannen  | Vrouwen            | Vrouwen | Vrouwen |
| Wedstrijd    | Winnaar       | Land   | Tijd    | Winnaar            | Land    | Tijd    |
| ------------ | ------------- | ------ | ------- | ------------------ | ------- | ------- |
| #1:Berlijn   | Matthew Sates | RSA    | 1.58,01 | Kaylee McKeown     | AUS     | 2.10,76 |
| #2:Athene    | Matthew Sates | RSA    | 1.58,86 | Sydney Pickrem     | CAN     | 2.09,67 |
| #3:Boedapest | Matthew Sates | RSA    | 1.57,72 | Marrit Steenbergen | NED     | 2.11,33 |

#### 400 meter
| Wedstrijd    | Mannen        | Mannen | Mannen  | Vrouwen        | Vrouwen | Vrouwen |
| Wedstrijd    | Winnaar       | Land   | Tijd    | Winnaar        | Land    | Tijd    |
| ------------ | ------------- | ------ | ------- | -------------- | ------- | ------- |
| #1:Berlijn   | Brendon Smith | AUS    | 4.13,59 | Katie Grimes   | USA     | 4.37,20 |
| #2:Athene    | Kaito Tabuchi | JPN    | 4.13,30 | Katie Grimes   | USA     | 4.38,74 |
| #3:Boedapest | Matthew Sates | RSA    | 4.15,68 | Boglárka Kapás | HUN     | 4.43,14 |